# SC Buochs
Der Sportclub Buochs ist ein Fussballverein aus der Gemeinde Buochs im Kanton Nidwalden. Er spielt in der Gruppe 2 der 1. Liga.

## Verein
Der SC Buochs wurde im Jahre 1934 gegründet. Anfänglich wurde auch Leichtathletik betrieben, weswegen sich der Verein Sportclub und nicht Fussballclub nennt.
Der Verein bestreitet seine Heimspiele auf dem Sportplatz Seefeld, der ebenfalls im Jahre 1934 erstellt wurde. Die Kapazität des Stadions beträgt rund 5.000 Plätze, davon 280 Sitzplätze auf der neuen, überdachten Tribüne. Der Stadionrekord wurde beim Aufstiegsspiel zur Nationalliga B 1972 aufgestellt, als zum Heimspiel gegen Stade Nyonnais 5'500 Personen ins Stadion kamen.
Der Verein verfügt weiter über einen Kunstrasenplatz sowie einen weiteren Rasenplatz, beide jedoch ohne Tribünen und nur für Spiele der unteren Ligen zugelassen. Der SC Buochs ist mit 670 Mitgliedern der grösste Sportverein in Nidwalden. Er betreibt drei Aktivmannschaften, drei Seniorenmannschaften und eine Vielzahl an Junioren- und Juniorinnenteams. Er ist neben dem FC Stans und dem FC Hergiswil einer von nur 3 Fussballvereinen im Kanton.

## Die grössten Erfolge
Den grössten Erfolg erlebte der Verein 1972 mit dem Aufstieg in die damalige Nationalliga B, die zweithöchste Liga des Schweizer Fussballs. Nach einem Jahr stieg man jedoch wieder in die 1. Liga ab. Der SC Buochs spielte die meiste Zeit seiner Geschichte in der 1. Liga.
Zwischen 1986 und 2002 empfing der Verein im Schweizer Cup Klassengrössen wie den Grasshopper Club Zürich (1986), FC Chiasso und AC Bellinzona (1988), FC Aarau (1991), FC Baden (1993), FC St. Gallen (1996), FC Basel (1997), Servette FC Genève (1999) und FC Wil (2002). 1999 wurde der FC St. Gallen bezwungen, welcher damals in der Nationalliga A spielte. 2009 wurde mit dem SC Kriens erstmals seit mehreren Jahren wieder ein Team aus den beiden höchsten Ligen auf dem Seefeld empfangen, im Jahr 2010 gastierten die SR Delémont und der FC Thun und im Jahre 2013 der FC Aarau in Buochs.
2014 schlug man mit 1:0 den BSC Young Boys aus der höchsten Schweizer Liga und qualifizierte sich damit für die Achtelfinals des Schweizer Cups. Der SC Buochs stieß danach bis in die Viertelfinals vor.